# 柯氏鼩鼱
柯氏鼩鼱（学名：Sorex kozlovi）也作科氏鼩鼱，一种分布于中华人民共和国青海省东南部澜沧江上游支流子曲流域地区的哺乳动物，隶属于鼩鼱科鼩鼱属。本种由俄罗斯动物学家谢尔盖·乌利亚诺维奇·斯特罗加诺夫（Сергей Ульянович Строганов）于1905年描述发表，种加词源自俄国探险家彼得·库兹米奇·科兹洛夫的姓氏。